# Tlacuilola, Veracruz
Tlacuilola är en ort i Mexiko.   Den ligger i kommunen Zongolica och delstaten Veracruz, i den sydöstra delen av landet, 250 km öster om huvudstaden Mexico City. Tlacuilola ligger 836 meter över havet och antalet invånare är 265.
Terrängen runt Tlacuilola är lite bergig. Runt Tlacuilola är det ganska tätbefolkat, med 222 invånare per kvadratkilometer. Närmaste större samhälle är Córdoba, 15,9 km norr om Tlacuilola. I omgivningarna runt Tlacuilola växer i huvudsak städsegrön lövskog.